# Prins Bernhard
Die Prins Bernhard war eine Doppelendfähre der niederländischen Reederei Provinciale Stoombootdiensten in Zeeland, die das Schiff im Fährverkehr auf der Schelde einsetzte.

## Geschichte
Die von De Schelde entworfene Fähre wurde im November 1939 bestellt. Der Bau des Schiffes wurde aufgrund des zunehmenden Verkehrs nötig. Auch konnten mit der Fähre größere und schwerere Fahrzeuge als mit den bisherigen Fähren der Reederei befördert werden. Für den Bau der Fähre waren 1,3 Mio. Gulden veranschlagt worden.
Mit dem Bau der Fähre wurde unter der Baunummer 215 auf der Werft De Schelde in Vlissingen begonnen. Die Kiellegung fand am 2. Oktober 1940, der Stapellauf am 5. Juli 1941 statt. Um zu verhindern, dass die Fähre den deutschen Besatzungstruppen in die Hände fiel, wurde der Bau immer wieder verzögert. Der unfertige Rohbau wurde 1944 von den Besatzungstruppen im Zuge ihres Rückzugs im Buitenhaven versenkt. Das Wrack wurde Ende 1946 gehoben. Hierfür wurde der Rohbau in drei Teile zerteilt. Die beiden Enden wurden ab 1947 für den Bau der Fähre verwendet, der mittlere Teil wurde neu gebaut. Die Fähre wurde als Baunummer 215II am 19. November 1949 erneut vom Stapel gelassen. Die vollendete Fähre wurde schließlich am 5. Mai an die Provinciale Stoombootdiensten in Zeeland übergeben und damit erst ein Jahr später als das nach dem gleichen Entwurf gebaute Schwesterschiff Koningin Juliana, das 1949 gebaut und in Dienst gestellt wurde.
Die Prins Bernhard, benannt nach Bernhard zur Lippe-Biesterfeld, wurde von Provinciale Stoombootdiensten in Zeeland auf der Fährlinie zwischen Vlissingen und Breskens eingesetzt.
1958 wurde die Prins Bernhard durch die neu gebaute Prinses Beatrix ersetzt. In der Folge wurde sie auf der Strecke zwischen Kruiningen und Perkpolder eingesetzt.
In den Wintermonaten 1962/1963 wurde die Fähre auf der Werft De Schelde umgebaut und um rund 13 Meter verlängert. Bei dem Umbau wurde auch die Durchfahrtshöhe auf dem Fahrzeugdeck vergrößert. Hierfür musste der größte Teil der Decksaufbauten entfernt werden. Die Decksaufbauten wurden in stark veränderter Form neu aufgebaut, wodurch die Fähre ein völlig neues Aussehen bekam. Die beiden Steuerhäuser blieben erhalten und wurden auf die neuen Decksaufbauten wieder aufgesetzt.
Im Mai 1963 wurde die Fähre wieder in Dienst gestellt. Sie wurde bis 1970 weiter zwischen Kruiningen und Perkpolder eingesetzt und blieb der Reederei noch bis 1985 als Reserve erhalten. Zwischen Februar und Mai 1985 wurde die Prins Bernhard zusammen mit der Koningin Juliana nochmal zwischen Vlissingen und Breskens eingesetzt. In dieser Zeit wurde die Infrastruktur in den Häfen für neue Fähren mit zwei Autodecks angepasst. Während der Umbauten konnten die zuvor auf der Strecke eingesetzten Fähren nicht genutzt werden. Die im Vergleich zu den normalerweise auf der Strecke eingesetzten Fähren geringere Kapazität der beiden Fähren führte zu erheblichen Verzögerungen.

## Technische Daten und Ausstattung
Das Schiff wurde von vier Viertakt-Siebenzylinder-Dieselmotoren des Herstellers Sulzer (Typ: 7DDH32) angetrieben. Die Motoren, die von De Schelde gebaut wurden, wirkten über Getriebe auf die Verstellpropeller an beiden Enden der Fähre. Die Motoren trieben auch Generatoren für die Stromerzeugung an. Zusätzlich standen zwei Dieselgeneratorsätze zur Verfügung, von denen aber üblicherweise nur einer zur Zeit genutzt wurde. Die Dieselgeneratorsätze bestanden aus jeweils einem Viertakt-Sechszylinder-Dieselmotor des Herstellers Sulzer (Typ: 6DDH22) mit jeweils 240 PS Leistung. Die ebenfalls von De Schelde gebauten Motoren trieben jeweils einen Generator an.
Die Fähre war mit einem durchlaufenden, 500 m² großen Fahrzeugdeck ausgestattet. Auf dem Fahrzeugdeck standen vier Fahrspuren zur Verfügung, zwei zusammen 6 m breite Fahrspuren im mittleren Bereich sowie eine seitliche Fahrspur auf jeder Seite der Fähre. Die breite, mittlere Fahrspur lag etwa 1,5 m höher als die beiden seitlichen Fahrspuren. Die lichte Höhe betrug 3,5 m, die maximale Achslast im mittleren Bereich der Fähre 20 t. Das Fahrzeugdeck war zum Schutz vor Wettereinflüssen und überkommendem Wasser an beiden Enden durch Rolltore verschlossen. Die Rolltore wurden mit Elektromotoren geöffnet bzw. geschlossen. Durch den Umbau in den 1960er-Jahren vergrößerte sich das Deck auf 734 m². Die Fähre konnte nun 48 Pkw befördern.
Über dem Autodeck befand sich das Deck mit den in erste und zweite Klasse unterteilten Aufenthaltsräumen für die Passagiere und seitlichen Promenadendecks. Hier standen insgesamt etwa 400 Sitzplätze zur Verfügung. Über diesem Deck befanden sich an beiden Enden der Fähre die Steuerhäuser. Unter dem Autodeck waren neben dem Maschinenraum auch Räume für die Schiffsbesatzung untergebracht.
Das Schiff war im Mittschiffsbereich auf jeder Seite mit einem in einem Davit eingehängten Rettungsboot ausgerüstet. Die Rettungsboote konnten jeweils 27 Personen aufnehmen. Für den Großteil der Passagiere standen als Rettungsmittel Rettungsflöße und -westen zur Verfügung.

## Verbleib des Schiffes
Die Fähre wurde im Juli 1986 verkauft, im Anschluss aber zunächst in Vlissingen aufgelegt. Im Frühjahr 1987 wurde das Schiff an die maltesische Reederei Gozo Channel Company verkauft, die es mit Rampen versehen ließ und bis April 1995 als Cittadella auf der Gozo Channel Line zwischen Malta und Gozo einsetzte. Anschließend wurde die Fähre als Citta aufgelegt, bevor sie 1997 zur Verschrottung nach Aliağa in der Türkei verkauft wurde.